# Prova masculina de pistola d'aire 10 m als JJOO París 2024
La prova masculina de pistola d'aire 10 metres als Jocs Olímpics de París 2024 serà la 10a edició de l'esdeveniment masculí en unes Olimpíades. La prova es disputarà entre el 27 i el 28 de juliol de 2024 al Centre Nacional de Tir, a la ciutat de Chateauroux.
El tirador iranià Javad Foroughi és l'actual campió de la disciplina olímpica després de guanyar l'or als Jocs Olímpics de Tòquio 2020, per davant del serbi Damir Mikec i el xinès Pang Wei.
L'equip de la Xina és, amb diferència la selecció més guardonada amb 3 medalles d'or, 2 de plata i 3 de bronze, en les 10 edicions que la prova de 10 metres de pistola d'aire ha estat present als Jocs Olímpics. El xinès Wang Yifu amb 2 medalles d'or i dues de plata, és el tirador amb més medalles de la història de l'esdeveniment.

## Format
Els tiradors classificats s'han reduït de 36 que hi va haver a Tòquio, fins als 29, que hi haurà en aquesta edició.
La competició començarà amb la fase eliminatòria, on participaran els 29 tiradors classificats. Tots ells, dispararan 60 trets per classificar-se i els 8 amb millor puntuació, passaran a la final. La final, consistirà en dues fases: l'eliminació i el partit de medalla (Medal Match). Els 8 atletes comencen de 0 i disparen 3 sèries de 5 trets cadascuna, amb puntuació decimal. Després d'aquests primers 15 trets, es decideixen les posicions 7 i 8. Després d'una nova sèrie de 5 trets, es decideixen les posicions 5 i 6. Amb els següents 5 trets, es decideix la 4a posició i la medalla de bronze. Els dos últims tiradors passen a la final on comencen des de zero i han de disparar un sol tret. Cada encert, són 2 punts (si empaten, és 1 punt per jugador). Guanyarà la medalla d'or qui arribi primer als 16 punts.

## Classificació
França, com a país amfitrió ja té assignada una plaça a la prova. Les 4 places següents es van assignar en el Campionat del Món de Rifle i Pistola de 2022. A partir d'aquí, les places s'assignaran en diferents tornejos i proves a nivell continental o mundial, que es disputaran entre el novembre de 2023 i el 9 de juny de 2024. Finalment entre els tiradors que encara no estiguin classificats, s'assignarà una plaça segons el rànquing mundial olímpic ISSF i dues més segons el criteri de places universals, per garantir la diversitat dels participants. Cal tenir en compte que cada país, podrà tenir com a màxim dos competidors a la prova.
| Esdeveniment                         | Data                         | Seu              | Places | Estat         | Atleta                |
| ------------------------------------ | ---------------------------- | ---------------- | ------ | ------------- | --------------------- |
| País amfitrió                        | -                            | -                | 1      | França        | -                     |
| Campionat del Món de Rifle & Pistola | 12 - 25 octubre 2022         | Caire            | 4      | Xina          | Liu Jinyao            |
| Campionat del Món de Rifle & Pistola | 12 - 25 octubre 2022         | Caire            | 4      | Ucraïna       | Pavlo Korostylov      |
| Campionat del Món de Rifle & Pistola | 12 - 25 octubre 2022         | Caire            | 4      | Corea del Sud | Lee Won-Ho            |
| Campionat del Món de Rifle & Pistola | 12 - 25 octubre 2022         | Caire            | 4      | Pakistan      | Gulfam Joseph         |
| Campionat de les Amèriques           | 6 - 13 novembre 2022         | Lima             | 1      | Brasil        | Philipe Chateaubrian  |
| Campionat d'Europa 10m               | 5 - 13 març 2023             | Tallinn          | 2      | Sèrbia        | Damir Mikec           |
| Campionat d'Europa 10m               | 5 - 13 març 2023             | Tallinn          | 2      | Azerbaidjan   | Ruslan Lunev          |
| Jocs Europeus                        | 21 juny - 2 juliol 2023      | Cracòvia         | 1      | Turquia       | Ismail Keles          |
| Campionat del Món de Tir             | 14 - 31 agost 2023           | Bakú             | 4      | Xina          | Zhang Bowen           |
| Campionat del Món de Tir             | 14 - 31 agost 2023           | Bakú             | 4      | Bulgària      | Kiril Kirov           |
| Campionat del Món de Tir             | 14 - 31 agost 2023           | Bakú             | 4      | Suïssa        | Jason Solari          |
| Campionat del Món de Tir             | 14 - 31 agost 2023           | Bakú             | 4      | Alemanya      | Robin Walter          |
| Campionat d'Àfrica de Tir            | 1 - 10 octubre 2023          | Caire            | 2      | Algèria       | Samir Bouchireb       |
| Campionat d'Àfrica de Tir            | 1 - 10 octubre 2023          | Caire            | 2      | Líbia         | Mohammed Bin Dallah   |
| Jocs Panamericans                    | 20 octubre - 5 novembre 2023 | Santiago de Xile | 1      | Canadà        | Tugrul Ozer           |
| Campionat d'Àsia de Tir              | 22 octubre - 2 novembre 2023 | Changwon         | 2      | Índia         | Sarabjot Singh        |
| Campionat d'Àsia de Tir              | 22 octubre - 2 novembre 2023 | Changwon         | 2      | Malàisia      | Johnathan Wong        |
| Campionat d'Oceania de Tir           | 30 octubre - 6 novembre 2023 | Brisbane         | 1      | Austràlia     | Bailey Groves         |
| Campionat d'Àsia de Rifle & Pistola  | 5 - 18 gener 2024            | Jakarta          | 2      | Índia         | Varun Tomar           |
| Campionat d'Àsia de Rifle & Pistola  | 5 - 18 gener 2024            | Jakarta          | 2      | Mongòlia      | Enkhtaivany Davaakhüü |
| Campionat d'Europa 10m               | 24 febrer - 3 març 2024      | Gyor             | 2      | Itàlia        | Paolo Monna           |
| Campionat d'Europa 10m               | 24 febrer - 3 març 2024      | Gyor             | 2      | Eslovàquia    | Juraj Tuzinsky        |
| Campionat d'Amèrica de Tir           | 31 març - 7 abril 2024       | Buenos Aires     | 1      |               |                       |
| Campionat de classificació           | 11 - 19 abril 2024           | Rio de Janeiro   | 2      |               |                       |
| Campionat de classificació           | 11 - 19 abril 2024           | Rio de Janeiro   | 2      |               |                       |
| Rànquing mundial olímpic             | 9 juny 2024                  | -                | 1      |               |                       |
| Places universals                    | -                            | -                | 2      |               |                       |
| Places universals                    | -                            | -                | 2      |               |                       |

## Medaller històric
| Posició | País           | Or | Argent | Bronze | Total |
| ------- | -------------- | -- | ------ | ------ | ----- |
| 1       | Xina           | 3  | 2      | 3      | 8     |
| 2       | Itàlia         | 1  | 1      | 0      | 2     |
| 2       | Corea del Sud  | 1  | 1      | 0      | 2     |
| 4       | Bulgària       | 1  | 0      | 1      | 2     |
| 5       | França         | 1  | 0      | 0      | 1     |
| 5       | Vietnam        | 1  | 0      | 0      | 1     |
| 5       | Iran           | 1  | 0      | 0      | 1     |
| 8       | Estats Units   | 0  | 1      | 1      | 2     |
| 8       | Rússia         | 0  | 1      | 1      | 2     |
| 8       | Sèrbia         | 0  | 1      | 1      | 2     |
| 11      | Equip unificat | 0  | 1      | 0      | 1     |
| 11      | Brasil         | 0  | 1      | 0      | 1     |
| 13      | Romania        | 0  | 0      | 1      | 1     |
| 13      | Belarús        | 0  | 0      | 1      | 1     |